# Adsorptionschromatographie
Die Adsorptionschromatographie, in der Standardsprache auch Adsorptionschromatografie, ist ein spezielles Chromatographie-Verfahren, bei der die stationäre Phase ein Adsorbens ist. Die Auftrennung erfolgt durch wiederholte Adsorption und Desorption. Adsorptionschromatographische Techniken sind beispielsweise die Säulen- und die Dünnschichtchromatographie oder die Hochleistungsflüssigkeitschromatographie HPLC.
Beim Adsorptionsvorgang lagert sich ein mit der mobilen Phase herangetragener Stoff an der Oberfläche der festen, stationären Phase ab. Für die Adsorption sind relativ schwache physikalische Wechselwirkungen (Van-der-Waals-Kräfte) verantwortlich.
Die Van-der-Waals-Kräfte der Adsorption haben etwa 8–40 kJ/mol. Die mathematische Beschreibung der Adsorptionsisotherme erfolgte durch Herbert Freundlich und ist streng genommen nur für den linearen Anfangsbereich gültig.
Aufgrund der intensiveren Wechselwirkungen der kleineren Partikel ist deren Laufgeschwindigkeit geringer als die der größeren Partikel, da kleinere Partikel auch eine größere Oberfläche bieten.
Wichtig für die chromatographische Trennung ist, dass die Kräfte bei diesen Grenzflächenreaktionen nicht zu stark sind und die Vorgänge umkehrbar („reversibel“) bis zur Gleichgewichtseinstellung ablaufen.
Adsorptionsgleichgewichte sind abhängig von der Konzentration der adsorbierbaren Stoffe in der mobilen Phase, von der Temperatur, dem Druck und vom Verhältnis der Menge an Adsorbens zur Menge der adsorbierbaren Substanz. Adsorbentien weisen verschiedene Selektivitäten gegenüber unterschiedlichen Molekülen auf.
Deshalb darf die Probe nicht zu hoch konzentriert sein (Störeffekte).